# Szczerosługi
Szczerosługi – wieś w Polsce położona w województwie kujawsko-pomorskim, w powiecie wąbrzeskim, w gminie Płużnica.
W latach 1975–1998 miejscowość administracyjnie należała do województwa toruńskiego.